# Museu de Lödöse
O Museu de Lödöse – em sueco:  Lödöse museum - é um museu arqueológico e cultural na localidade sueca de Lödöse,  na província histórica da Västergötland.

Os dois edifícios retangulares que compõem o museu foram construídos na década de 1980 e estão situados numa zona verde na periferia de Lödöse. Um dos edifícios está destinado a exposições temporárias, e o outro alberga uma  exposição permanente.   

O museu mostra a evolução da cidade, com realce para o período medieval, em que era uma importante urbe do reino da Suécia. Na informação turística, é apelidada de ”Gotemburgo original”, devido a ter sido o berço dos habitantes que em 1473 se deslocaram para a futura Gotemburgo.

## Património do museu
No espólio do museu está registado mais de meio milhão de entradas, incluindo peças arquitetónicas, vestuário, têxteis medievais, utensílios domésticos, armas e brinquedos. O interior dos edifícios está mergulhado numa penumbra que lhe dá um ambiente medieval. Uma das grandes atrações é um barco medieval de transporte de mercadorias.

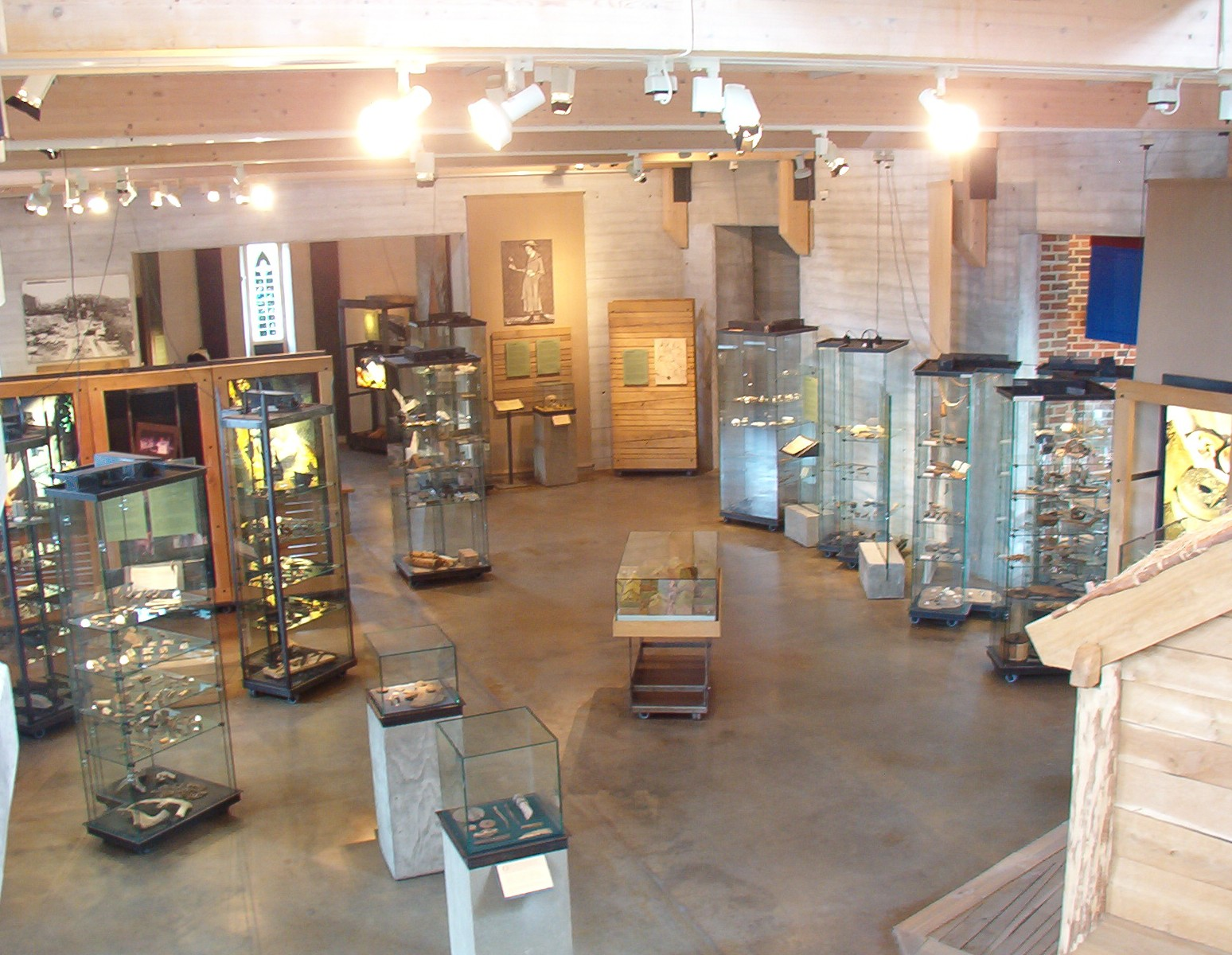
Interior do Museu de Lödöse